# Luisana Araya
Luisana Araya (Mendiolaza, Córdoba (Argentina); 4 de junio de 2007) es una futbolista profesional que juega de Defensora en el Club Atlético Belgrano de la Primera División.
Tuvo su debut oficial con la camiseta de Belgrano y en un torneo de AFA un 28 de agosto del 2022 con 15 años, donde marcó un gol desde afuera del área para sentenciar el encuentro. Ese día las piratas vencieron por 6 a 0 a Argentino Juniors.  
Integró el plantel que ascendió a Primera División en 2022 y ese mismo año fueron subcameponas de la Copa Federal de Fútbol Femenino 2022 llegando a disputar la final contra River Plate.
Un 30 de junio del 2023 el club de barrio alberdi blindaría a Luisana, la ahora futbolista profesional firmó un contrato con la institución por los próximos 3 años. 
Ese año fue citada por Christian Meloni para integrar la Selección de fútbol sub-17 de Argentina para disputar un amistoso frente al cmbinado de Rusia. 
Más tarde, en 2024 fue citada de cara al torneo Sudamericano y tuvo su debut como titular en la categoría frente a Paraguay.  